# 小藤恵
小藤 恵（こふじ さとし、1888年（明治21年）7月25日 - 1943年（昭和18年）10月25日）は、日本の陸軍軍人。最終階級は陸軍少将。陸軍中将久納誠一（18期）は義兄弟、陸軍中佐高木作之（45期）は久納の娘婿にあたる。

## 経歴
高知県出身。陸軍少佐小藤亨三の長男として生まれる。東京府立第一中学校（現東京都立日比谷高等学校）、東京陸軍地方幼年学校、中央幼年学校を経て、1908年（明治41年）5月、陸軍士官学校（20期）を卒業。同年12月、歩兵少尉に任官し歩兵第1連隊付となった。1919年（大正8年）11月、陸軍大学校（31期）を卒業した。
1920年（大正9年）4月、参謀本部付勤務となり、参謀本部員、参謀本部付（チリー出張）、チリー公使館付武官を務め、1923年（大正12年）8月、歩兵少佐に昇進。1925年（大正14年）5月、近衛歩兵第4連隊大隊長に就任し、参謀本部員、兼軍令部参謀（1926年11月-1929年3月）を務め、1928年（昭和3年）8月、歩兵中佐に進む。1929年（昭和4年）3月、陸大教官に転じ、1932年（昭和7年）4月、歩兵大佐に昇進。陸軍省人事局補任課長を経て、1935年（昭和10年）8月、歩兵第1連隊長に就任。二・二六事件により、1936年（昭和11年）3月に待命となり、同年7月、予備役に編入された。
日中戦争勃発により、1937年（昭和12年）9月に召集され第18師団参謀長に発令されて出征。南京戦、広東作戦などに参戦。1938年（昭和13年）12月に召集解除となった。1939年（昭和14年）2月、臨時召集となり参謀本部付（支那事変史編纂委員）に就任し、同年7月、予備役陸軍少将に進級。1941年（昭和16年）3月、支那事変史編纂委員長となるが、1943年10月に死去した。

## 栄典
- 1909年（明治42年）3月1日 - 正八位[5]
- 1912年（明治45年）3月1日 - 従七位[6]
- 1917年（大正6年）3月20日 - 正七位[7]
- 1922年（大正11年）4月20日 - 従六位[8]
- 1927年（昭和2年）5月16日 - 正六位[9]